# Јасен (приповетка)
„Јасен” (енгл. The Ash-tree) је прича о духовима британског писца М. Р. Џејмса, први пут објављена 1904. године у збирци прича под насловом Приче о духовима једног антиквара.
Приповетка је на српском језику први пут објављена 1998. у оквиру збирке прича Јасен и друге приче о духовима Књижаре Театар, у преводу Александра Бјелогрлића.

## Радња
Године 1690, енглеска грофовија Сафок била је обузета страхом од вештица. Многе девојке и жене биле су оптуживане за бацање чини и изазивање хаоса. Једна од таквих оптужених жена била је госпођа Мадерсол, имућнија племкиња која је поседовала сопствену имовину. Једини доказ њеног вештичарства било је сведочење сер Метјуа Фела, власник локалног имања по имену Кастрингам Хол. Испред његовог прозора растао је огроман јасен, на чијем је стаблу, по месечини, наводно понекад видео госпођу Мадерсол како се пење и оштрим ножем одсеца гране. Увек би побегла и нестала пре него што би могао да је ухвати. Упркос њеним молбама, проглашена је кривом и обешена. Пре него што је омча стегнута, монотоно је рекла: „Биће гостију у Холу”. Сахрањена је на локалном гробљу.
Неколико недеља касније, сер Метју и локални викар шетали су поред јасена у сумрак, када су угледали створење у гранама које је нестало пре него што су могли да га добро осмотре. Пошто је ноћ била топла, сер Метју је оставио прозор отворен. Следећег дана пронађен је мртав у свом кревету, са изразом бола и ужаса на лицу. Иако је извршена аутопсија, није пронађен узрок смрти.
Сер Метјуа је наследио његов син, сер Метју II, који је одбијао да спава у очевој спаваћој соби. Прошло је преко четрдесет година, и он је преминуо 1735. године. Када је породична гробница на локалном гробљу требало да буде проширена да би се његови посмртни остаци сахранили, откопан је гроб госпође Мадерсол, али је ковчег био празан, без леша. Мештани су били збуњени ко је могао да оскрнави гроб.
Сер Метјуа II наследио је његов син, сер Ричард, који је такође одбијао да борави у наводно уклетој соби. Међутим, 1754. године, заморио се од друге просторије коју је изабрао, јер је била хладна и задимљена. Наредио је домаћици да премести његов кревет у собу у којој му је деда умро неколико деценија раније. Те ноћи, држао је прозор затвореним, али је чуо нешто како гребе по њему.
Следећег дана посетио га је викар, унук оног викара који је познавао првог сер Метјуа. Разговарали су о смрти сер Метјуа и пронашли његову стару Библију, у којој је сер Метју записао своју жељу да се јасен посече. Сер Ричард је уверио викара да ће човек из села доћи следећег дана и посећи је. Прокоментарисао је чудне звуке гребања синоћ, окрививши гране јасена за стругање по стаклу. Викар је рекао да то није могуће, јер поменуте гране не досежу до прозора. Закључили су да је то вероватно био миш који се попео по бршљену.
Те вечери, неколико гостију стигло је у посету Холу. Након пријатне вечери, сви су отишли у своје собе. Усред ноћи, нешто се попело кроз отворен прозор сер Ричарда и угризло га. Следећег јутра пронађен је мртав у кревету, а гости су се окупили да открију тајну дрвета. Баштован се попео мердевинама и завирио у шупљину у средишту стабла, угледавши нешто што га је толико уплашило да је испустио фењер и запалио јасен.
Гости су у ужасу посматрали како из шупљине излази безброј великих, отровних паукова у пламену, који су умирући падали на траву. Испод стабла је откривена пећина са гнездом паукова, као и осушени скелет жене (вероватно госпође Мадерсол), мртве најмање педесет година.

## Адаптације
Сценариста Дејвид Радкин је 1975. адаптирао ову приповетку за истоимени кратки филм, који је био део BBC-јевог серијала Прича о духовима за Божић. Први пут је емитован 23. децембра 1975. у 23:35 часова. У филму су глумили Едвард Петербриџ као сер Ричард и Барбара Јуинг као вештица, Ен Мадерсол. Режирао је Лоренс Гордон Кларк.
Године 2019, модерну аудио-адаптацију коју је написао Метју Холнес, а у којој су глумили Аманда Абингтон, Рис Ширсмит и Џон Сешонс, објавио је Bafflegab Productions.